# (196) Филомела
(196) Филомела (др.-греч. Φιλομήλα) — это довольно крупный яркий астероид главного пояса. Он был открыт 14 мая 1879 года германо-американским астрономом К. Г. Ф. Петерсом в Клинтоне, США и назван в честь Филомелы, второй жены Терея, которая сбежала от него, превратившись в соловья, согласно древнегреческой мифологии.

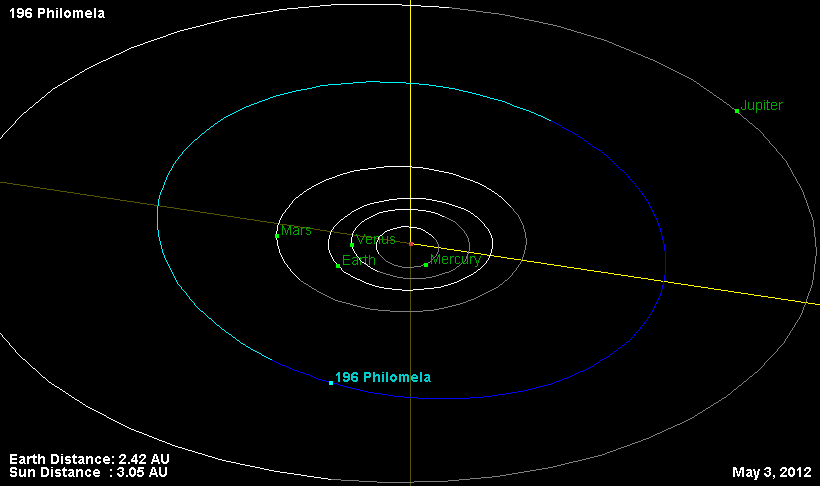
Орбита астероида Филомела и его положение в Солнечной системе

В 1990 году кривые блеска были использованы для определения формы и периода вращения 10 новых астероидов, в том числе и Филомелы. На данный момент было зафиксировано два покрытия звёзд этим астероидом.